# Port lotniczy Kone
Port lotniczy Koné (IATA: KNQ, ICAO: NWWD) – port lotniczy zlokalizowany w miejscowości Koné (Nowa Kaledonia).

## Linie lotnicze i połączenia
| Linia Lotnicza | Kierunek         |
| -------------- | ---------------- |
| Air Caledonie  | 1. Numea-Magenta |